# BABI
BABI（バビ、1991年9月13日 - ）は、日本の画家、写真家。絵画を中心に写真や写真ペイントの制作を行っている。出生は東京。

## 略歴
2016年
- A-LIFE ART EXHIBITION[1]

2019年
- ART START UP 100[2]
- NURA NURA展[3]

2021年
- 4月 BABI SOLO EXHIBITION／BABI SOLO Exhibition joint原宿
- 9月 BABI SOLO EXHIBITION「KIRESO」／BABI SOLO Exhibition 「KIRESO」joint gallery
- HILLS ZINE 六本木ヒルズ

2022年
- 10月28日 映画「天間荘の三姉妹」劇中作品使用
- 11月 BABI 408号室 SEIBU渋谷

2023年
- 8月19日 LOFT9 Shibuyaトークショー “BABIの素直になあれ”

## 人物
- 初めて買ったCDは小学2年生で、エミネム[4]。
- 元ギャルの友人として、峯岸みなみのYouTubeでメイクを披露している[5]。
- 16歳でロサンゼルスへ留学。その後、17歳でフランスパリへ留学している[注 1]。
- リリー・フランキーと交流が深く[6]、作品制作のアシスタントも務めた[6]。
- 2019年放送の『リリー・フランキーの(仮)っつーこと でいいじゃないですか…。研究所』（BSフジ）[7] では「絵描きの代官山育ちのお嬢さま」としてレギュラー出演した。

## 出演

### TV
- バラいろダンディ（東京MX）[8]
- リリー・フランキーの（仮）っつーことでいいんじゃないですか、、、。研究所（BSフジ）[7]
- 橋本マナミの東京はいすぺ女子図鑑（BSフジ）[9]
- イグナッツ!! ゲスト出演

### ラジオ
- リリー・フランキー「スナック ラジオ」（Tokyofm）[10][6]

### YouTube
- Zeebraのラップメソッドチャンネル[11]

### ラジオドラマ
- 「東京」 2021春 サヤカとトモヤ ～君の牛、再び～（2021年、TOKYO FM） - ホステス 役[12]

### 連載
- 2023年1月～ ニュースクランチ連載【BABIの今日も大丈夫】

### 映画
- 天間荘の三姉妹　劇中作品使用（2022年10月31日公開）
- 映画アナログ出演（2023年10月6日公開）

## 作品

### 写真集
- 『渡辺万美 プライベート・ヌード 密室編』 週刊現代デジタル写真集(2019/11/29 発売 ／ 講談社)
- 『渡辺万美 プライベート・ヌード BAD GIRL編』 週刊現代デジタル写真集(2019/12/27発売 ／ 講談社)

### 雑誌
- アートな裸（週刊SPA!）[13]
- 25ans (ハースト婦人画報社)
- an・an (アン・アン) 2021年1月13日号